# Prensa Leadenhall
La Leadenhall Press fue fundada por Andrew White Tuer (1838–1900) y se originó como el brazo editorial de la sociedad Field & Tuer en Londres. Este desarrollo siguió a su mudanza en 1868 a la calle Leadenhall número 50. Inicialmente fundada en 1862, la firma comenzó como impresores por encargo, papelería y fabricantes cuando Tuer se asoció con Abraham Field (1830–1891), conocido por producir registros y libros de bitácora. Un logro temprano significativo fue la invención de Tuer de la Pasta Stickphast, un adhesivo a base de vegetales. Rápidamente se convirtió en un elemento básico en las oficinas, y su producción continuó bajo varios propietarios bien entrado el siglo XX.
Las ganancias de esta y otras invenciones permitieron a Tuer perseguir sus ambiciones editoriales. Desde el principio, la producción de Leadenhall Press reflejaba su imaginación, curiosidad e interés en toda la gama de técnicas de impresión y producción de libros.

La marca de Leadenhall Press apareció por primera vez en 1872 en la publicación comercial de la firma, Paper & Printing Trades Journal, como "Ye Leadenhall Workes". Field & Tuer ocasionalmente imprimía libros para otros editores y publicaba de manera esporádica a partir de 1869, pero no fue hasta diez años después que apareció el primer libro oficial en el catálogo de Leadenhall Press, titulado Luxurious Bathing de Tuer. Al año siguiente, Tuer lanzó el influyente Printers' International Specimen Exchange, una colección anual de ejemplos impresos y enviados por impresores y sus empleados.

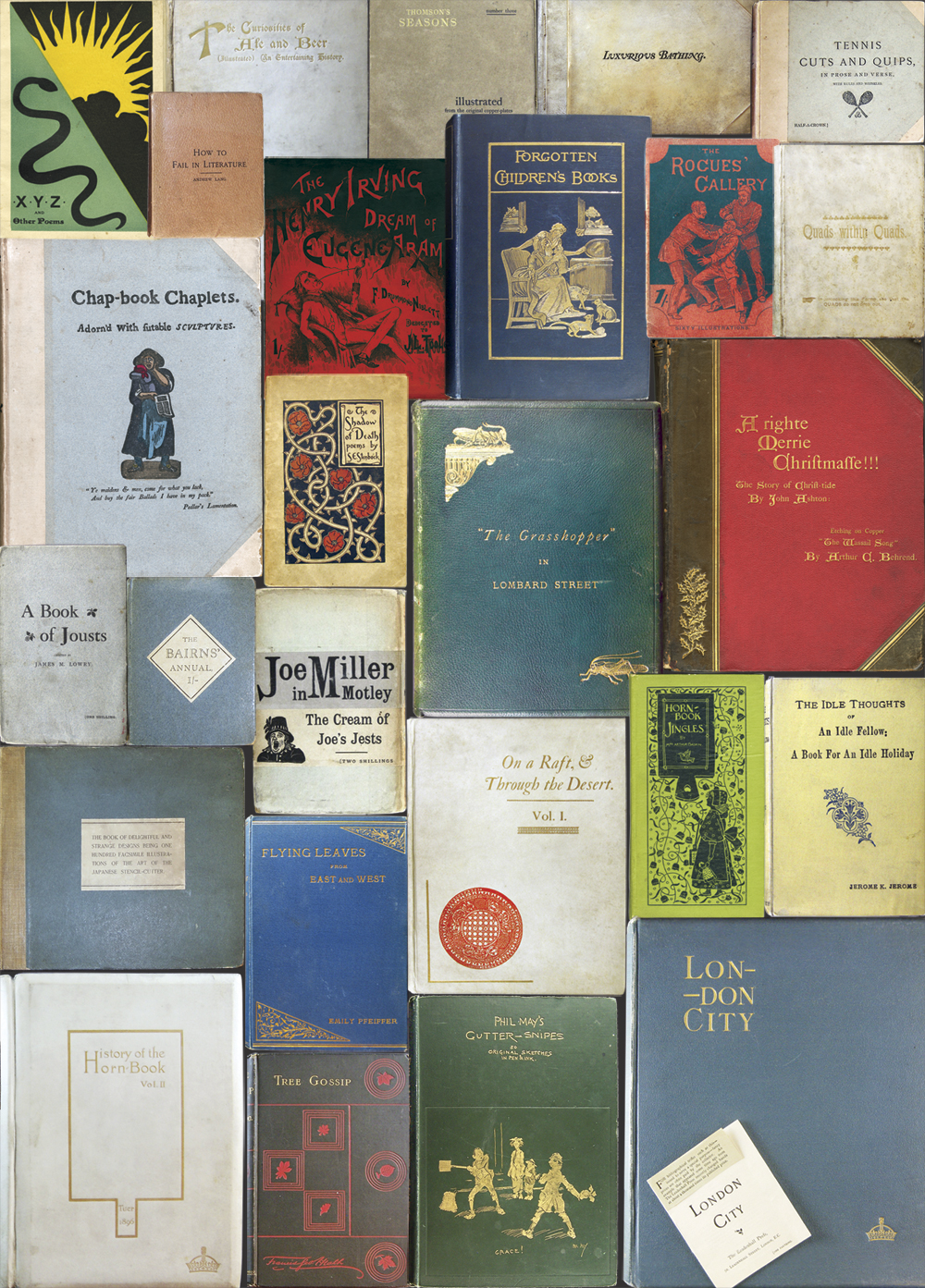
Publicaciones seleccionadas de Leadenhall Press, –.

Bajo la guía de Tuer, Leadenhall Press se convirtió en una fuerza innovadora durante la década de 1880, emitiendo hasta 40 libros al año: incluyendo títulos comerciales por tan solo seis peniques, así como ediciones limitadas que costaban varias guineas. Aunque hoy en día quizás sea más conocida por las reimpresiones de libros infantiles, las reviviscencias de chapbooks ilustradas por Joseph Crawhall y varias producciones de las obras de Tuer; el catálogo de Leadenhall Press incluía publicaciones sobre una amplia gama de temas para todos los gustos. Aunque las ediciones menos costosas (y menos bien hechas) de algunos títulos podían ser simples y sin distinción, se prestaba gran atención al diseño y la impresión de muchos de los libros de series que se emitían solo en formatos económicos.
Leadenhall Press publicó a muchos escritores y artistas prominentes (y también a muchos olvidados) de la época. Wilfrid Meynell actuó como asesor literario, escribiendo y editando varios libros bajo el seudónimo de 'John Oldcastle', y la editorial publicó los primeros libros de Jerome K. Jerome. Otros autores incluyeron a Andrew Lang, el egiptólogo W. M. Flinders Petrie, Lady Florence Dixie (hermana feminista del infame Marqués de Queensberry), Max O'Rell, Louis Fagan del Museo Británico, J. A. Fuller Maitland, Grant Allen y el Conde Eric Stenbock. Oscar Wilde apareció en la colección de poesía A Book of Jousts en 1888, y su madre, Lady Jane Wilde, contribuyó al periódico Bairns' Annual.
La editorial rápidamente se ganó una reputación por su excelencia en la reproducción de arte; la primera edición de Songs of the North (1885) incluyó obras de Burne-Jones, Whistler y Frederick Sandys, entre otros. Además de Joseph Crawhall, otros artistas que ilustraron libros de Leadenhall Press incluyeron a Randolph Caldecott, Georgie Gaskin, Tristram Ellis, William Luker Jr., y los caricaturistas de Punch Phil May, Charles Keene y Linley Sambourne.
En 1892, tras la jubilación y muerte de Abraham Field, la compañía se incorporó como The Leadenhall Press, Ltd. Se publicaron menos libros durante la década de 1890, pero la calidad se mantuvo alta, reflejando a menudo los intereses anticuarios y coleccionistas de Tuer. Las operaciones editoriales cesaron unos años después de la muerte de Tuer en 1900, cuando la editorial volvió en gran medida a su negocio original de impresión por encargo y papelería hasta 1927, cuando fue disuelta tras la muerte de la Sra. Tuer. Entre 1879 y 1905, Leadenhall Press emitió más de 400 títulos, sin contar varias ediciones diferentes de algunos libros.